# Cimola
Cimola este un gen de molii din familia Lymantriinae.